# IPad Mini 3
El iPad Mini 3 (diseñado y comercializado como iPad mini 3) es la tableta iPad Mini de tercera generación diseñada, desarrollada y comercializada por Apple Inc. Fue lanzado junto con el iPad Air 2 el 16 de octubre de 2014 y el 22 de octubre de 2014. Comparte principalmente el mismo diseño y hardware que su predecesor, el iPad Mini 2. Sus actualizaciones incluyen un sensor Touch ID compatible con Apple Pay, diferentes tamaños de almacenamiento y, como el color anterior, dorado.
El 9 de septiembre de 2015, se discontinuo el iPad Mini 3 y siendo reemplazado por el iPad Mini 4.

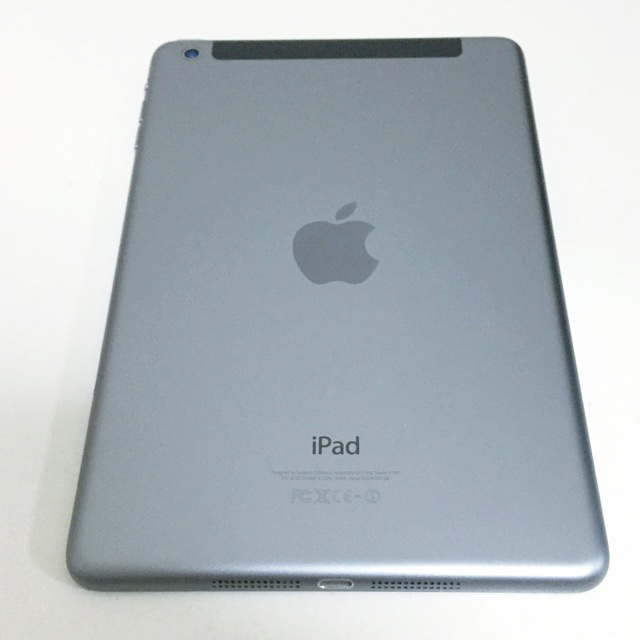
iPad Mini 2 y 3 tienen un diseño de cubierta exterior similar.

## Características

### Software
El iPad mini 3 viene preinstalado con el sistema operativo iOS 8.1. Tiene varias aplicaciones integradas que incluyen Cámara, Fotos, Mensajes, FaceTime, Correo, Música, Safari, Mapas, Siri, Calendario, iTunes Store, App Store, Notas, Contactos, iBooks, Game Center, Recordatorios, Reloj, Videos, Kiosco, Photo Booth y Podcasts. Apple App Store es una plataforma de distribución de aplicaciones para el sistema operativo iOS que permite a los usuarios buscar y descargar aplicaciones creadas por varios desarrolladores desde iTunes Store. Otras aplicaciones desarrolladas por Apple están disponibles como descargas gratuitas, incluidas las aplicaciones: iMovie, GarageBand, iTunes U, Find My iPhone, Find My Friends, Apple Store, Trailers, Remote y las aplicaciones iWork ( Pages, Keynote y Numbers ). El iPad Mini 3 puede usar iTunes para sincronizar contenido y otros datos con su Mac o PC. Si bien la tableta no está diseñada para realizar llamadas a través de la red celular, los usuarios pueden usar los auriculares o el altavoz y el micrófono integrados para realizar llamadas usando aplicaciones de VoIP como Skype a través de Wi-Fi o la red celular (si el hardware lo admite).
El iPad Mini 3 incluye una versión de Apple Pay que elimina la función NFC integrada.
Siri, es el asistente personal inteligente y navegador de conocimiento de Apple, está integrado en el dispositivo y se puede activar con las manos libres. La aplicación utiliza una interfaz de usuario de lenguaje natural para responder preguntas, dar recomendaciones y acciones al delegar solicitudes a un conjunto de servicios web. Apple afirma que el software se adapta con el tiempo a las preferencias individuales del usuario y ajusta los resultados. Además, Siri puede escuchar cualquier canción que se reproduzca cerca usando Shazam para identificar la canción. Siri luego guarda una lista de canciones que ha identificado con éxito en iTunes.
Facebook y Twitter están integrados a través de las aplicaciones nativas de Apple. Se puede acceder a las funciones de Facebook directamente desde una aplicación nativa, como un calendario que puede sincronizar eventos de Facebook, o usando el botón Me gusta de Facebook  en la tienda de Apple App Store. iPad Mini 3 también tiene iOS 9-12. iPad Mini 3 no obtuvo iPadOS 13.

### Diseño
El iPad Mini 3 tiene un diseño casi idéntico al iPad Mini 2, con la adición de Touch ID. Además, con el lanzamiento del iPad Mini 3 y el iPad Air 2, Apple agregó un color dorado a las opciones plateadas y grises espaciales existentes del iPad.

### Hardware
El iPad Mini 3 usa casi el mismo hardware que el iPad Mini 2. La diferencia es la adición de un sensor Touch ID. Tiene una pantalla retina de 7,9 pulgadas con una resolución de 2048 x 1536 píxeles y 326 ppi. El iPad Mini 3 también usa un chip A7 con arquitectura de 64 bits y un coprocesador de movimiento M7. El iPad Mini 3 tiene una cámara iSight de 5MP que puede grabar videos en HD de 1080p y una cámara FaceTime en HD de 1.2MP capaz de grabar video HD de 720p.
El nuevo sensor Touch ID es capaz de detectar la huella dactilar del usuario, que puede utilizarse en lugar de una contraseña para desbloquear el iPad. Touch ID en el iPad Mini 3 también es compatible con Apple Pay y se puede usar para autorizar compras en línea en la aplicación con autenticación de huellas dactilares y sin contraseña.
El iPad Mini 3 está disponible en opciones de almacenamiento no expandible de 16, 64, 128 GB. Apple ha lanzado un "Kit de conexión de cámara" con un lector de tarjetas SD, pero solo se puede usar para transferir fotos y videos al iPad.

## Recepción
El iPad Mini 3 recibió críticas positivas pero menos elogios que su predecesor, ya que era igual que el iPad Mini 2 excepto que agregaba Touch ID y era de color dorado. Se dice que el iPad Mini 2 es una mejor oferta a $ 100 menos, con la misma pantalla y componentes internos. Aunque el Mini 2 y el 3 comparten el mismo nivel de hardware que el iPad Air de primera generación, el nuevo iPad Air 2 tiene un hardware mucho más potente. Además, el Air 2 fue rediseñado para ser más liviano y pequeño que el Air original, eliminando algunos de los factores de forma compactos del Mini 2 y Mini 3.

## Cronología
Source: Apple Newsroom Archive.